# It’s a Big Daddy Thing
It’s a Big Daddy Thing – drugi studyjny album amerykańskiego rapera Big Daddy Kane’a. Został wydany 15 września 1989 roku.
Do dzisiaj jest to najlepszy album Biga, ze względu jaki osiągnął sukces komercyjny zatwierdzony jako złoto przez RIAA.
W 1998 roku został wybrany jako jeden z 100 Najlepszych Rapowych Albumów według magazynu The Source.

## Lista utworów
| Nr | Tytuł                              | Producent      | Wykonawcy                                            | Sample | Czas |
| -- | ---------------------------------- | -------------- | ---------------------------------------------------- | --- | ---- |
| 1  | "It’s a Big Daddy Thing"           | Prince Paul    | Big Daddy Kane                                       | - "Lookin' Through My Window" – Tom Jones | 3:23 |
| 2  | "Another Victory"                  | Easy Mo Bee    | Big Daddy Kane                                       | - "Melting Pot" – Booker T. & the MG's | 4:53 |
| 3  | "Mortal Combat"                    | Big Daddy Kane | Big Daddy Kane                                       | - "It's a Man's, Man's, Man's World" – James Brown - "Funky Drummer" – James Brown - "Honky Tonk Popcorn" – James Brown - "I Get Lifted" – KC and the Sunshine Band - "Let's Go" – Kool Moe Dee | 5:24 |
| 4  | "Children R the Future"            | Big Daddy Kane | Big Daddy Kane                                       | - Ms Wonderful(Rudy Ray Moore) Dolemite ścieżka dźwiękowa | 4:00 |
| 5  | "Young, Gifted and Black"          | Marley Marl    | Big Daddy Kane                                       | - "I'll Play the Blues for You" – Albert King | 3:13 |
| 6  | "Smooth Operator"                  | Big Daddy Kane | Big Daddy Kane                                       | - "All Night Long" – Mary Jane Girls - "If it Don't Turn You on (You Outta Leave it Alone)" – B.T. Express - "Do Your Thing" – Isaac Hayes - "Risin' to the Top" – Keni Burke - "Impeach the President" – Honey Drippers - "The Champ" – Mohawks - "Put Your Hands Together" – Eric B. & Rakim                                                                   | 4:44 |
| 7  | "Calling Mr. Welfare"              | Easy Mo Bee    | Big Daddy Kane, DJ Red Alert                         | - "The Chicken" – James Brown - "It's a New Day" – James Brown - "Message from the Soul Sisters" – Vicki Anderson | 4:25 |
| 8  | "Wrath of Kane (live)"             | Big Daddy Kane | Big Daddy Kane                                       | - "Gimme Some More" – The J.B.'s - "Givin' Up Food for Funk" – The J.B.'s | 5:00 |
| 9  | "I Get the Job Done"               | Teddy Riley    | Big Daddy Kane                                       | | 5:30 |
| 10 | "Ain't No Stoppin' Us Now"         | Prince Paul    | Big Daddy Kane                                       | - "Ain't No Stoppin' Us Now" – McFadden & Whitehead - "Take the Money and Run" – Steve Band Miller | 3:20 |
| 11 | "Pimpin' Ain't Easy"               | Big Daddy Kane | Big Daddy Kane, Nice & Smooth, Scoob Lover, Ant Live | - "Do the Funky Penguin" – Rufus Thomas | 4:10 |
| 12 | "Big Daddy's Theme"                | Big Daddy Kane | —                                                    | | 2:08 |
| 13 | "To Be Your Man"                   | Big Daddy Kane | Big Daddy Kane, Blue Magic, Chuck Stanley            | | 5:45 |
| 14 | "The House That Cee Built"         | Mister Cee     | Mister Cee                                           | - "It's a New Day" – James Brown - "The House that Jack Built" – Aretha Franklin - "He's the Greatest Dancer" – Sister Sledge - "Running Away" – Roy Ayers - "Set it Off", "Ain't No Half-Steppin'", "Word to the Mother (Land)", "Raw", "I'll Take You There", "Wrath of Kane", & "Mister Cee's Master Plan" – Big Daddy Kane - "Poison" – Kool G Rap & DJ Polo | 5:28 |
| 15 | "On the Move"                      | Big Daddy Kane | Big Daddy Kane, Scoob Lover, Scrap Lover             | - "N.T." – Kool & the Gang | 5:20 |
| 16 | "Warm It Up, Kane"                 | Big Daddy Kane | Big Daddy Kane                                       | - "Big Bad John" – Big John Hamilton - "Wanna Be Startin’ Somethin'" – Michael Jackson | 4:11 |
| 17 | "Rap Summary (Lean On Me) (remix)" | Marley Marl    | Big Daddy Kane                                       | - "Hot Pants Part 2" – Hank Carbo - "Ain't No Half-Steppin'" – Heatwave - "Lean on Me" – Bill Withers | 5:15 |

## Notowania

### Album
| Notowania                   | Pozycja |
| --------------------------- | ------- |
| U.S. Billboard 200          | 33      |
| U.S. Top R&B/Hip-Hop Albums | 4       |

### Single
| 1989 | "Smooth Operator"    | 17 | 11 | 1 |
| 1989 | "I Get the Job Done" | —  | 27 | 9 |